# M2 (Köpenhamns metro)

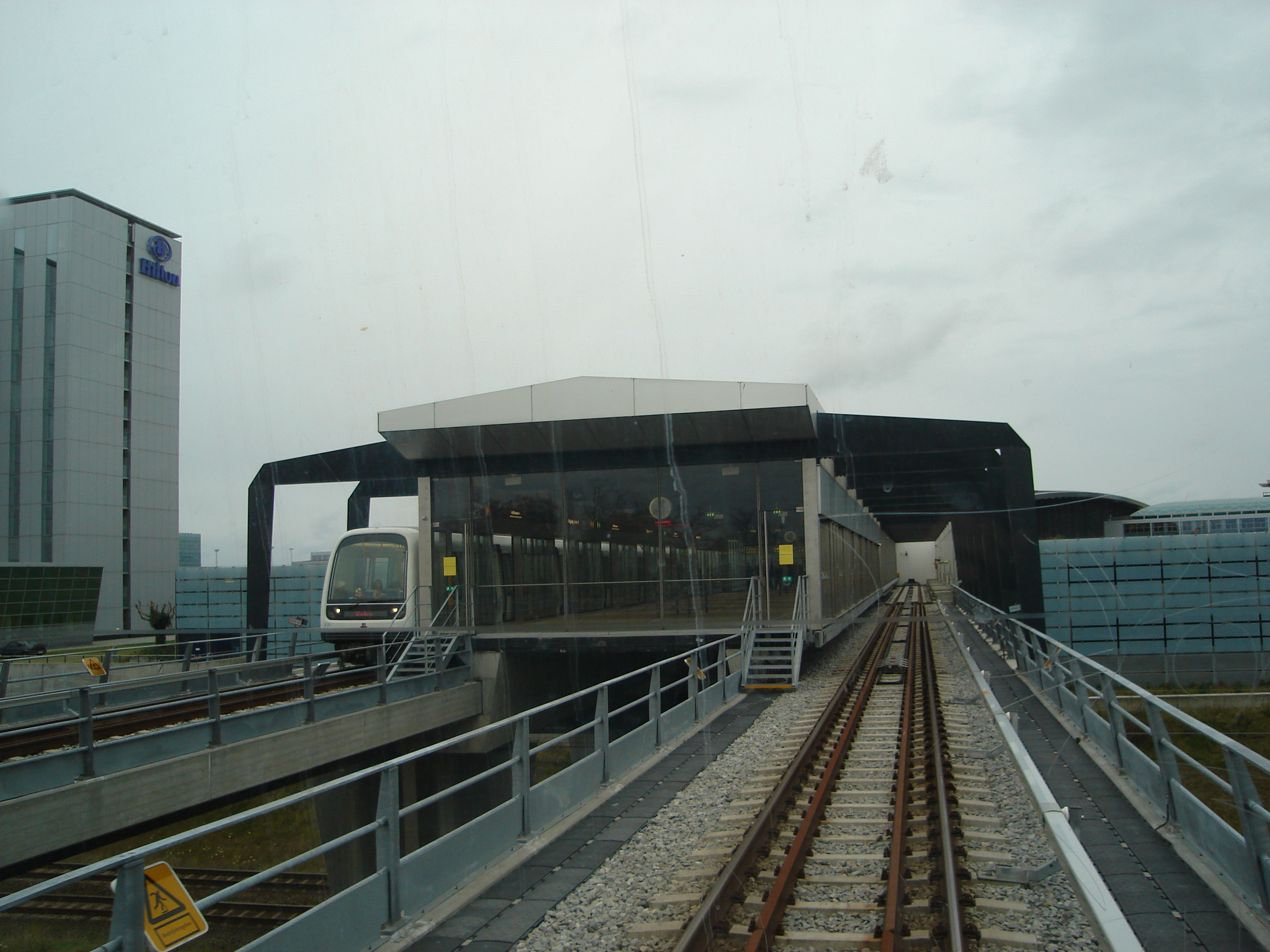
Københavns Lufthavn är metrolinjens startpunkt i öst.

M2 är en linje i Köpenhamns metro som har gul färg på den stiliserade kartan. Linjen börjar vid Vanløse i väster och fortsätter därifrån genom Köpenhamns centrum till sluthållplatsen vid Kastrups flygplats (Københavns Lufthavn) som ligger i sydost i Tårnby kommun. Mellan Vanløse och Christianshavn delar M2 sträckning med M1, och går därefter mot sydost på ön Amager mot  Kastrup och vidare till intilliggande Kastrups flygplats.
M2 öppnades den 19 oktober 2002 på sträckningen Nørreport–Lergravsparken. Den 29 maj 2003 invigdes förlängningen till Frederiksberg, varefter linjen senare förlängdes till nuvarande stationen Vanløse den 12 oktober 2003. Sista förlängningen öppnades den 28 september 2007, då Ansaldobredas förarlösa tåg kunde köra till nuvarande ändstationen Københavns Lufthavn (då benämnd endast Lufthavnen) som betjänar Kastrups flygplats. Linjens hela längd uppgår till 14,2 kilometer. Åtta av de sexton stationerna är underjordiska. Körtiden för hela sträckan är cirka 24 minuter.

## Stationer
| Station             | Övergångar                                       |
| ------------------- | ------------------------------------------------ |
| Vanløse             | Övergång till S-tåg                              |
| Flintholm           | Övergång till S-tåg                              |
| Lindevang           |                                                  |
| Fasanvej            |                                                  |
| Frederiksberg       | M3                                               |
| Forum               |                                                  |
| Nørreport           | Övergång till S-tåg, Öresundståg och regionaltåg |
| Kongens Nytorv      | Övergång till M3                                 |
| Christianshavn      | Övergång till M1                                 |
| Amagerbro           |                                                  |
| Lergravsparken      |                                                  |
| Øresund             |                                                  |
| Amager Strand       |                                                  |
| Femøren             |                                                  |
| Kastrup             | (avser förorten Kastrup, inte flygplatsen)       |
| Københavns Lufthavn | Övergång till Öresundståg, fjärrtåg och flyg     |